# Palais Raduškevičius
 (octobre 2024).
Le palais Raduškevičius est un bâtiment à Vilnius, en Lituanie. C'est actuellement le siège de l'Union des architectes lituaniens.

## Histoire
Entre 1894 et 1897, le palais néogothique a été construit par le célèbre médecin Hilary Raduszkiewicz d'après un projet de Julian Januszewski. En 1962-1963, les ailes ouest et sud-ouest ont été démolies. Depuis 2004, c'est le siège de l'Union des architectes lituaniens. En 2013, la partie restante du Palais a été reconstruite.

## Galerie

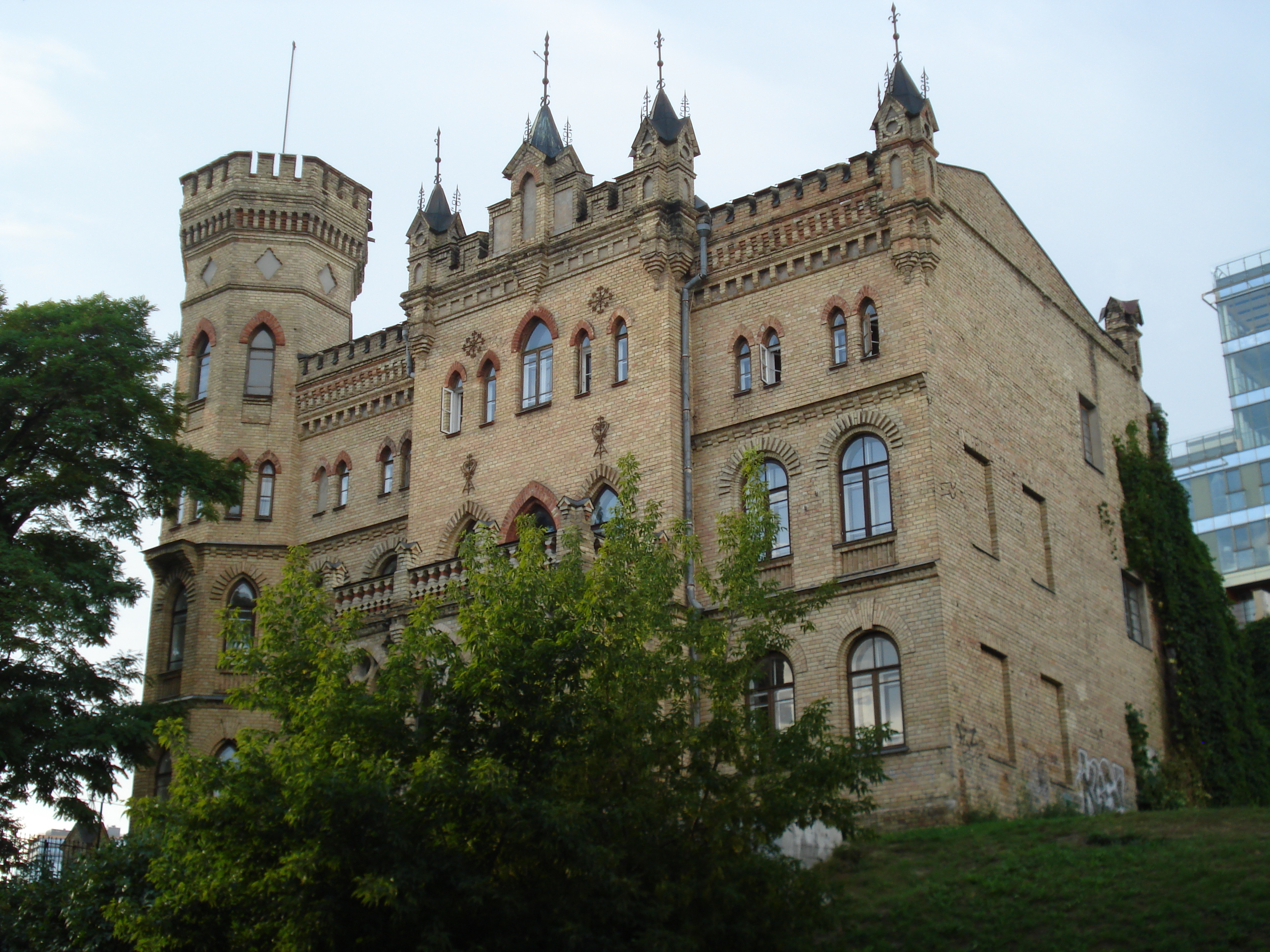
Palais Raduškevičius
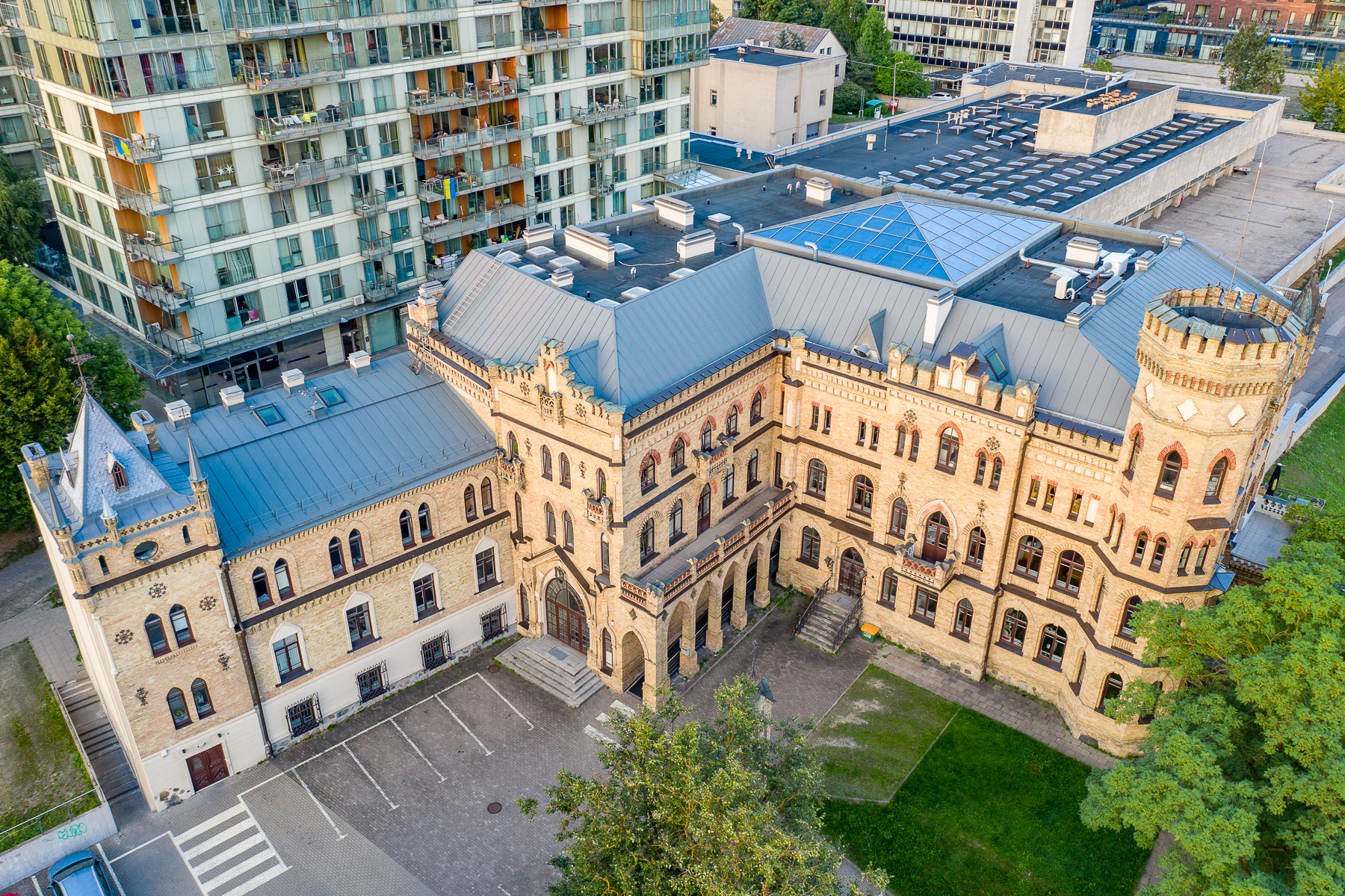
Palais Raduškevičius en 2023
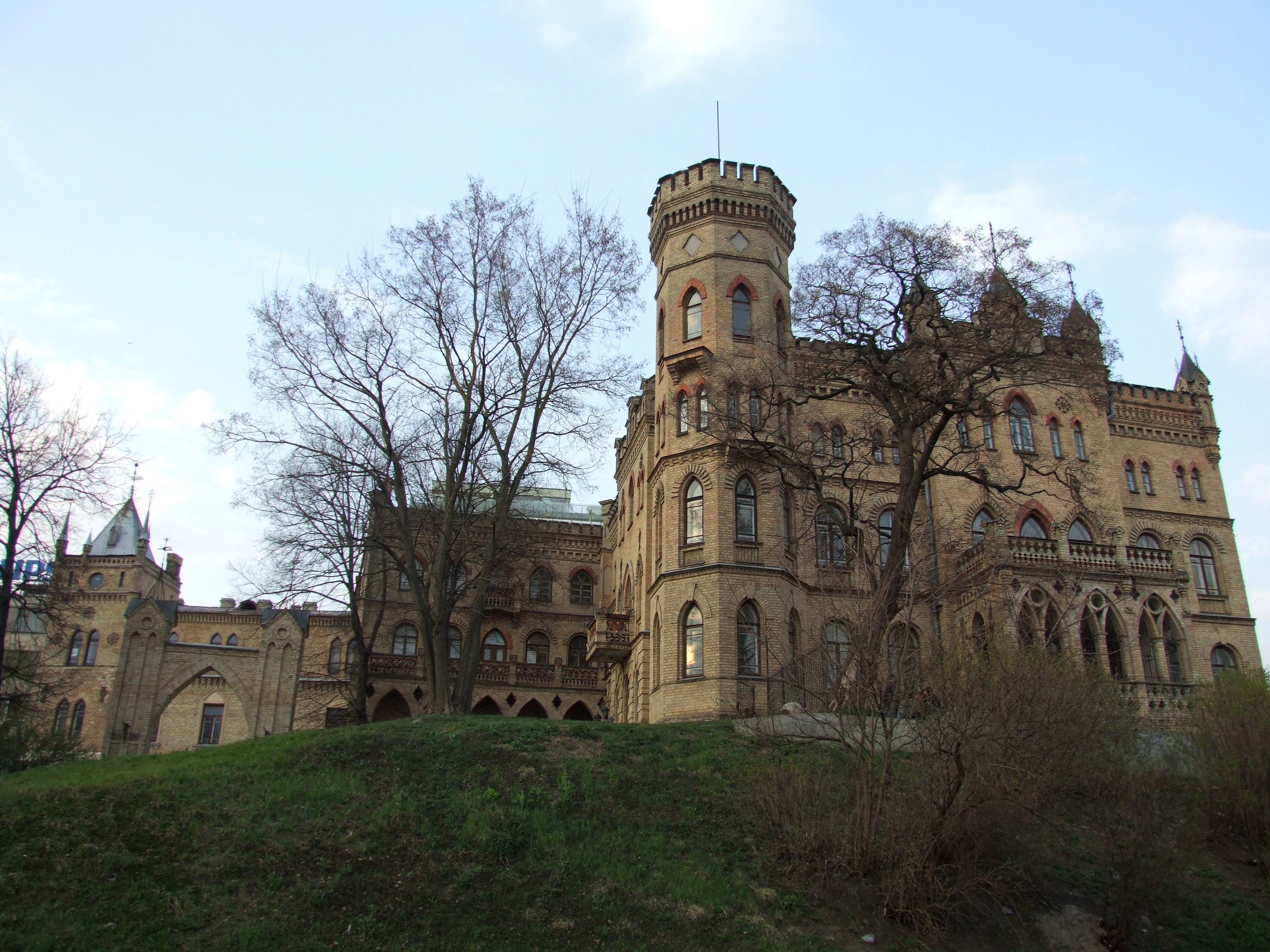
Vue latérale